# Elysium
Elysium je vulkanska regija na Marsu, druga po veličina iza Tharsisa.  Vulkanskoj regiji je ime nadjenuo talijanski astronom Giovanni Schiaparelli prema ravnici Elysion u Hadu, svijetu podzemlja u grčkoj mitologiji. Vulkanska narav regije otkrivena je 1972. godine, kada je u orbitu oko Marsa ušla sonda Mariner 9.

## Opis

### Povijest otkrića
Početkom 19. stoljeća napredak u kvaliteti teleskopa omogućio je uočavanje pojava na površini Marsa. Zbog svoje male veličine Mars je planet zahtjevan za opažanja te stoga na njemu nije bilo moguće uočiti jasne detalje već samo svjetlije i tamnije regije, tzv. albedo pojave. Jednu od prvih karti Marsa na kojoj je Elysium imenovan izradio je 1867. godine engleski astronom Richard Anthony Proctor. Na njoj je albedo pojavu danas poznatu kao Elysium prozvao Fontana Land, u čast francuskog astronoma Francesca Fontane iz 16. stoljeća. Astronomi su tada vjerovali kako su tamne albedo pojave na Mars zapravo vodene površine, a svjetle kontinenti, zbog čega je Proctor upotrijebio naziv land, što bi se na hrvatski prevelo kao zemlja ili kontinent.
Godine 1877., tijekom povoljne opozicije Marsa, engleski astronom Nathaniel Everett Green sustavno je promatrao planet s otoka Madeire, u Atlantiku. Na temelju svojih promatranja i promatranja prijašnjih astronoma, Green je 1879. objavio kartu Marsa na kojoj Elysium i dalje nosio ime Fontana Land. Iste godine je Milanski astronom Giovanni Schiaparelli odradio kampanju promatranja Marsa u trajanju od 8 mjeseci. Na temelju svojih promatranja uspio je izraditi kartu dotad neviđene preciznosti i kvalitete. Schiaparelli je pritom uveo novu nomenklaturu za albedo pojave na Marsu temeljenu na latinskim nazivima za mitološke i klasične regije s područja Mediterana. Albedo pojava Fontana Land je tako postala Elysium. Rad Schiaparellia je bio toliko utjecajan da je njegova nomenklatura Marsa postala standarda. Unatoč kvalitetnim promatranjima i boljim teleskopima, astronomima s kraja 19. stoljeća nije bila poznata prava priroda Elysiuma.
U prvoj polovici 20. stoljeća astronomijom je počela dominirati astrofotografija. Unatoč velikim tehničkim napredcima i sve boljim teleskopima, promatranja sa Zemlje su bila ograničena stabilnošću atmosfere. Iako su postavljene bolje i točnije teorije o uvjetima na Marsovoj površini sve do početka svemirskog doba nije se znalo kako je Elysium vulkanska visoravan.
Prva sonda koja je vratila fotografije s Marsa je bila Mariner 4 1965. godine. Sonda je poslala 21 fotografiju koja je Mars prikalazala kao planet pun kratera, slična Mjesecu, bez vodenih površina ili kanala koje su viđali astronomi druge polovice 19. stoljeća. Nažalost, 21 fotografija Marinera 4 pokrila je tek 1% površine planeta i dio fotografija pokrio je ravnicu Elysium Planitiu ali ne i samu vulkansku visoravan. Godine 1969. kraj Marsa je proletio par sondi, Mariner 6 i 7. Obje sonde su poslale znatno više fotografija, ali spletom okolnosti snimile su dijelove planeta koji nisu uključivali Elysium. 
Pravu prirodu Elysiuma otkrio je tek Marsov orbiter, sonda Mariner 9 koja je započela snimanje planeta 1972. Mariner 9 uspio je snimiti gotovo cijelu površinu planeta. Fotografije su otkrile kako je Elysium vulkanska visoravan koja nadmašuje sve slične pojave na Zemlja. Jedina vulkanska pojava na Marsu koja je bila veća je visoravan Tharsis. Svaki od tri vulkana na Tharsisu veći je od Elysium Monsa.

### Geografija
Elysium se smjestio na sjevernoj polutci Marsa i dio je većeg regije koja se naziva Elysium Planitia. Areografske koordinate vulkanske visoravni su 25° sjeverne širine i 147.2° širine. Regijom dominiraju tri štitasta vulkana, koji su poredani u smjeru sjever-jug. Najsjeverniji je Hecates Tholus s visinom od 5300 m iznad datuma ili oko 8000 m iznad okolnih ravnica. Na vrhu vulkana nalazi se kaldera promjera 10 km. Svojim dimenzijama Hecates Tholus je nešto manji od velikih vulkana na Havajskom otočju. Podatci sa sonde Mars Express ukazuju na to kako je vulkan zadnju erupciju imao prije 350 milijuna godina. U kraterima je vidljivo taloženje materijala zbog djelovanja ledenjaka. Kako danas na Hecates Tholusu ne postoji led na površini, barem ne u stabilnom obliku, vjeruje se kako je to indikacija znatnih klimatskih promjena na Marsu u zadnjih 5 - 20 milijuna godina.
U središtu regije je Elysium Mons, najveći i najviši vulkan od tri vulkana, te najveći vulkan na Marsu koji nije u okolici Olympus Monsa ili Tharsisa. Elysium Mons doseže visinu od 13862 m, a u promjeru ima gotovo 250 km. Vulkan se u odnosu na okolne ravnice izdiže 16000 m. Na vrhu vulkana je kaldera promjera 15 km. Padine vulkana imaju nagib od 10° i znatno strmije od velikih štitatskih vulkana na Tharsisu. Na sjeverozapadnim obroncima vulkana nalazi se nekoliko bujičnih kanala od kojih je najveći Elysium Fossae. Pretpostavlja se kako su ti kanali nastali zbog topljenja podzemnog leda kao posljedica erupcija vulkana.
Najjužniji od velikih vulkana je Albor Tholus. On je ujedno najniži vulkan, s visinom od 4500 m iznad Marsova datuma. Vrhom vulkana dominira kaldera promjera 30 km i dubine 3000 m koja je nastala prilikom urašavanje komore s magmom.
Osim vulkana, u regiji se mogu pronaći duboki jarci zvani fossa. Metoda nastanka tih jaraka nije poznata, pretpostavlja se kako su stvoreni bujičnim tokovima nastalim zbog naglog topljenja leda. Najveće od tih jaraka su Cerberus Fossae, Elysium Fossae i Hephaestus Fossae. Analiza je pokazala kako je bujica potrebna za nastanak Cerberus Fossae morala imati protok od 2 milijuna kubnih metara vode u sekundi. Mars Express je na obližnoj ravnici Elysium Planitia otkrio naznake leda tik ispod površine za koji se vjeruje da je smrznuta vodena površina nastala od bujica iz Cerberus Fossae. Led je prekriven slojem pijeska i vulkanskog pepela pa je s toga nevidljiv iz orbite. Procjene govore kako se led prostire na površini od 800 x 900 km i da je debeo oko 45 m. Ako su te procjene točne u ledu se nalazi slična količina vode kao u Sjevernom moru.

## Promatranje
Astronomi amateri s teleskopima, čiji je objektiv promjera većeg od 15 cm, mogu tokom povoljnih opozicija Marsa uočiti Elyisium kao blijedo-žutu pjegu na disku planeta. Ako se Elysium nalazi blizu jutarnjeg ili večernjeg ruba planeta moguće je uočiti orografske oblake oko vulkana. Ovi oblaci nastaju kada je topli zrak prisiljen uzdići se na veću visinu zbog reljefne barijere. Pritom uzdizanja zrak se hladi što dovodi do kondenzacije ono malo vodene pare koje se nalazi u marsovoj atmosferi.

## Više
- Apollinaris Mons